# Sarah Rush
Sarah Kathleen Rush (Waynesburg, 20 september 1955) is een Amerikaanse actrice, bekend voor haar rol als Rigel in Battlestar Galactica. 

## Filmografie
- 3, 2, 1... Frankie Go Boom (2012) als Natalie
- The Middle (2010-2011) als Sally Meenahan
- Fred & Vinnie (2011) als Theresa
- Monk (2009) als verpleegster Fitzgerald
- The Megan Mullally Show (2006) als Sarah Rush
- The Bituminous Coal Queens of Pennsylvania (2005) als vertelster
- Catch Me If You Can (2002) als secretaresse
- Friends (2002) als verpleegster
- Fangs (2002) als Lois Bostwick
- Destiny (2002) als Diane
- Max Keeble's Big Move (2001) als Ms. Lane
- Chicken Soup for the Soul (2000) als Mrs. Calloway
- Everybody Loves Raymond (1998) als vrouw
- Crossroads Café (1996) als Anna Brashov
- Monty (1994) als Psychic
- Talking to Strangers (1988) als Potter
- Tales from the Darkside (1986) als Lara Burns
- The Prodigal (1983) als Laura
- Modesty Blaise (1982) als Emma Woodhouse
- Romance Theatre (1982) als Angela Tanner
- Bret Maverick (1982) als Ida Rose Mugford en prinses Athena
- Years of the Beast (1981) als Cindy
- Quincy, M.E. (1978-1980) als Dr. Harriett Bowlin, Lauren en Trish Granby
- Roughnecks (1980) als Carol McBride
- The Nude Bomb (1980) als Pam Krovney
- House Calls (1980) als Beverly Fisher
- Happy Days (1979) als Fern
- Joni (1979) als Kathy Eareckson
- Battlestar Galactica (1978-1979) als vluchtkorporaal Rigel
- The Seekers (1979) als Amanda Kent
- Sword of Justice (1978) als Cathy
- Dr. Strange (1978) als verpleegster
- Battlestar Galactica (1978) als vluchtkorporaal Rigel
- The Incredible Hulk (1978) als jonge vrouw